# Vincent Zaoré-Vanié
Vincent Zaoré-Vanié (né le 25 mars 1986 dans la ville de Québec, dans la province de Québec au Canada) est un joueur professionnel canadien de hockey sur glace.
Il est le président-fondateur de la firme d'ingénierie Z-Tech inc.

## Carrière de joueur
Après cinq saisons juniors dont quatre passées avec les Screaming Eagles du Cap-Breton dans la Ligue de hockey junior majeur du Québec, il devint professionnel en se joignant aux Chiefs de Johnstown. Il y joue qu'une saison et évolue pour les Bucks de Laredo dans la Ligue centrale de hockey en 2008-2009.
Quelques années plus tard, il revient s'établir dans sa ville natale de Québec, où il entâme le prochain chapitre de sa vie sportive, le dek hockey. Ayant un gabarit imposant et idéal pour ce sport, il fait rapidement sa marque avec les Bears du Pub Nelligan. Fort début pour cette nouvelle recrue à l'époque, des statistiques impressionnantes de 15 buts et 11 assistances, pour un total de 26 points, et ce, en seulement 19 rencontres. Il est encore, à ce jour, le seul joueur de la ligue à évoluer avec une palette Mylek en plastique. 

## Statistiques
| Saison    | Équipe                         | Ligue |    | Saison régulière | Saison régulière | Saison régulière | Saison régulière | Saison régulière |   | Séries éliminatoires | Séries éliminatoires | Séries éliminatoires | Séries éliminatoires | Séries éliminatoires |
| Saison    | Équipe                         | Ligue | PJ | B                | A                | Pts              | Pun              | PJ               | B | A                    | Pts                  | Pun                  |                      |                      |
| 2002-2003 | Screaming Eagles du Cap-Breton | LHJMQ | 62 | 2                | 5                | 7                | 63               | 4                | 0 | 0                    | 0                    | 4                    |                      |                      |
| 2003-2004 | Screaming Eagles du Cap-Breton | LHJMQ | 45 | 0                | 5                | 5                | 34               | -                | - | -                    | -                    | -                    |                      |                      |
| 2004-2005 | Screaming Eagles du Cap-Breton | LHJMQ | 51 | 2                | 8                | 10               | 110              | 5                | 0 | 0                    | 0                    | 14                   |                      |                      |
| 2005-2006 | Screaming Eagles du Cap-Breton | LHJMQ | 67 | 1                | 10               | 11               | 96               | 9                | 0 | 0                    | 0                    | 2                    |                      |                      |
| 2006-2007 | Tigres de Victoriaville        | LHJMQ | 70 | 4                | 20               | 24               | 139              | 6                | 0 | 2                    | 2                    | 10                   |                      |                      |
| 2007-2008 | Chiefs de Johnstown            | ECHL  | 61 | 6                | 7                | 13               | 72               | 2                | 0 | 0                    | 0                    | 0                    |                      |                      |
| 2008-2009 | Bucks de Laredo                | LCH   | 42 | 1                | 5                | 6                | 70               | 6                | 0 | 0                    | 0                    | 10                   |                      |                      |